# Grippesaison 2019/2020

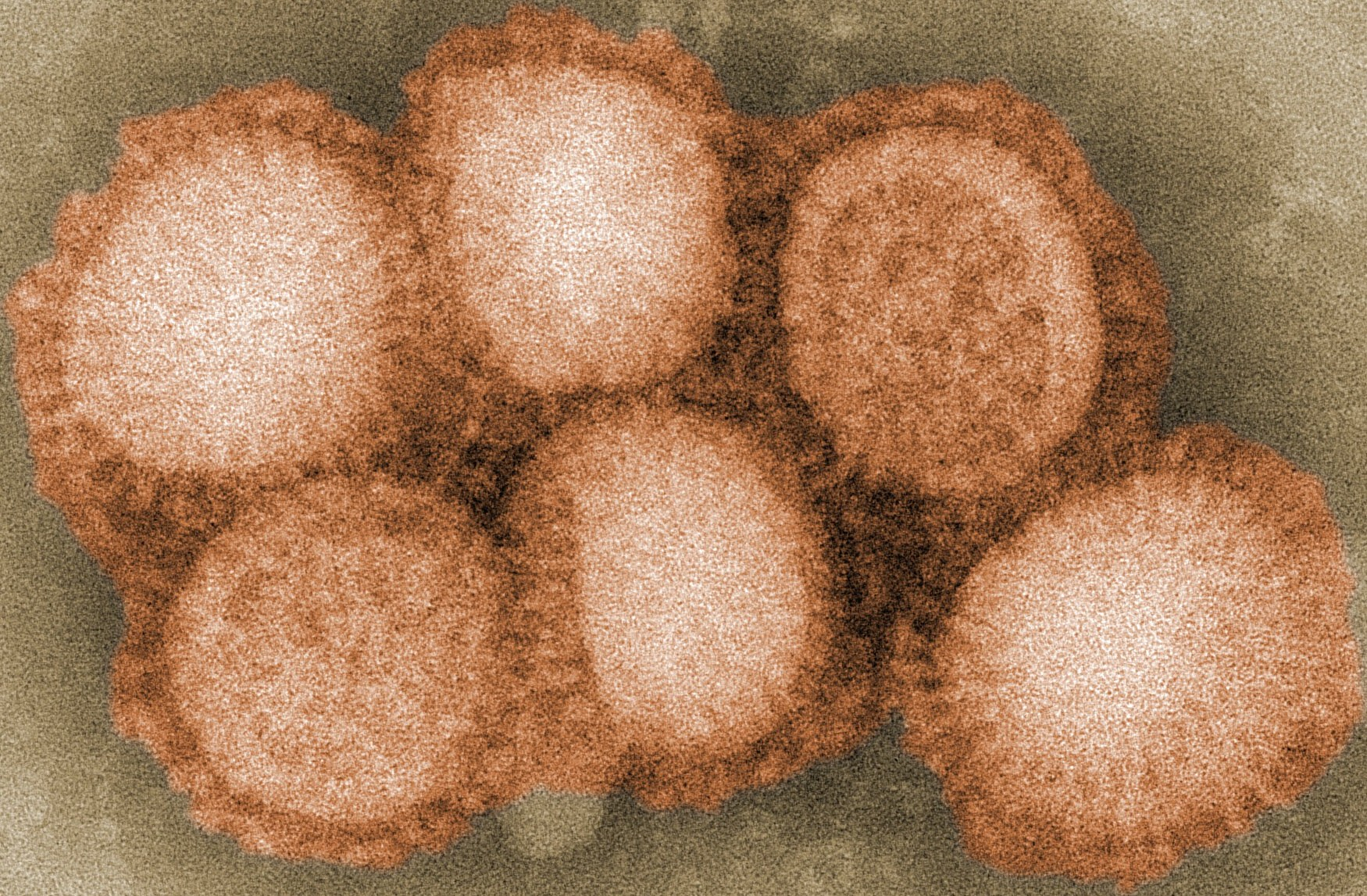
Subtyp H1N1

Die Grippesaison 2019/2020 betrifft die Erkrankungen mit der Virusgrippe von Herbst 2019 bis Frühjahr 2020.

## Situation in Deutschland
Für bestimmte Personengruppen wurde die Impfung von der STIKO ausdrücklich empfohlen. Dazu zählen neben der Grippeschutzimpfung auch für Personen ab 60 Jahre sowie Menschen mit bestimmten Grunderkrankungen die Pneumokokkenimpfung. Die Situation in Deutschland wurde von der Arbeitsgemeinschaft Influenza (AGI) am Robert Koch-Institut (RKI) untersucht und statistisch ausgewertet.
Im Nationalen Referenzzentrum (NRZ) wurden in der 9. KW 2020 in 131 (62 %) von 213 Sentinelproben respiratorische Viren identifiziert, darunter 32 Proben mit Influenza A(H1N1)pdm09-, 32 Proben mit Influenza A(H3N2)- und 18 Proben mit Influenza B-Viren.
Von der 40. KW 2019 bis zur 17. KW 2020 wurden im Rahmen des Infektionsschutzgesetzes (IfSG) 185.893 labordiagnostisch bestätigte Influenzafälle an das RKI übermittelt; 476 Menschen waren an der Grippe gestorben. 85 % der Verstorbenen waren über 60 Jahre alt, 50 % waren über 80 Jahre alt. Die Welle war bis dato insgesamt in Deutschland weniger gravierend als etwa die Welle 2017/2018 mit vom RKI geschätzten 25.100 Todesfällen; allerdings wurden davon lediglich 1674 durch Virustests bestätigt.
Die folgende Grafik zeigt die Sentinel-Ergebnisse für getestete respiratorische Viren. Es wurde auf Influenza-, Respiratory-Syncytial-, humanes Metapneumo-, humanes Parainfluenza- und Rhinovirus getestet. Teilweise wurde auch auf SARS-CoV-2 getestet (vgl. Anmerkung). Kurz nach dem Höhepunkt der Grippewelle wurden in Deutschland erste Beschränkungen des öffentlichen Lebens zur Bekämpfung der aufkommenden SARS-CoV-2-Pandemie erlassen. In den Folgewochen kam es dabei auch zu einem sehr schnellen Rückgang der Grippefälle.
Während der gesamten Grippesaison 2019/2020 identifizierte die Arbeitsgemeinschaft Influenza des Robert Koch-Instituts (RKI) insgesamt 916 verschiedene Influenzaviren.
Anteile respiratorischer Viren im dt. Sentinel-System
40. KW 2019–17. KW 2020, nach Daten des RKI (jeweils jüngste)
Anmerkungen
1. ↑  Positivenrate = Anzahl positiver Proben / Anzahl eingesandter Proben. Der Anteil der gesamten positiven Proben kann von der Summe der positiven Proben der Einzelviren abweichen, wenn Mehrfachinfektionen (z. B. mit Influenza- und Rhinoviren) nachgewiesen wurden.
2. ↑  Seit der 8. KW 2020 werden Sentinelproben zusätzlich auf SARS-CoV-2 untersucht. Diese Werte können hier aus technischen Gründen nicht dargestellt werden. Eine alternative Grafik findet sich in COVID-19-Pandemie in Deutschland/Statistik#Arbeitsgemeinschaft Influenza.

## Situation in Österreich
Das Zentrum für Virologie der Medizinischen Universität Wien gab mit 15. Jänner 2020 den Beginn der Grippewelle in Österreich bekannt.

## Situation in der Schweiz
Die Erkrankungsfälle werden in der Schweiz vom Bundesamt für Gesundheit erfasst. Alle charakterisierten Viren des Subtyps A(H1N1)pdm09 und der Linie B-Victoria wurden von den trivalenten (dreifachen) und quadrivalenten (vierfachen) Impfstoffen der Saison abgedeckt.
Der Höhepunkt der Fälle mit Grippeverdacht fand in der Woche 6 des Jahres 2020 statt.